# John Evan
John Evan (n. John Spencer Evans pe 28 martie 1948 la Blackpool) este un muzician și producător englez.
A cântat la clape pentru Jethro Tull din aprilie 1970 până în iunie 1980. A studiat la King's College, Londra.